# 広島県専修学校一覧
広島県専修学校一覧（ひろしまけんせんしゅうがっこういちらん）は、広島県の専修学校の一覧。

## 公立専修学校

### 広島市

#### 中区
- 広島市立看護専門学校

### 三次市
- 広島県立三次看護専門学校

### 庄原市
- 広島県立農業技術大学校

## 私立専修学校

### 広島市

#### 安芸区
- 日本ウェルネススポーツ専門学校広島校

#### 安佐北区
- IGL健康福祉専門学校

#### 安佐南区
- 専門学校広島工学院大学校
- 広島医療保健専門学校
- IGL医療専門学校

- 専門学校西広島福祉学院
- 教育・社会福祉専門
- 専門学校西広島教育福祉学院

#### 佐伯区
- 専門学校きくのファッションデザインカレッジ （高等課程併設）

#### 中区
- 広島会計学院電子専門学校
- 広島YMCA専門学校
- 専門学校マインド.ビューティーカレッジ
- 広島ビジネス専門学校
- 広島Law&Business専門学校

- 広島外語専門学校
- 広島舟入商業高等専修学校 （高等課程のみ）
- 広島県理容美容専門学校
- 広島高等歯科衛生士専門学校
- 石田あさきトータルファッション専門学校
- 広島ファッション専門学校

- 広島服飾専門学校
- トリニティカレッジ広島医療福祉専門学校
- 広島美容専門学校
- 広島アニマルケア専門学校
- 専門学校文化服装学院広島校

#### 西区
- 広島工業大学専門学校
- 広島酔心調理製菓専門学校
- 広島情報ビジネス専門学校

- 広島コンピュータ専門学校
- 広島市医師会看護専門学校
- 広島和裁女子専門学校

- MSH医療専門学校
- 朝日医療専門学校広島校
- 広島公務員専門学校

#### 東区
- 広島総合教育専門学校 （高等課程併設）
- ヒューマンウェルフェア広島専門学校

#### 南区
- IWAD環境福祉専門学校
- 小井手学園広島ファッションビジネス専門学校
- 広島情報専門学校

- 穴吹デザイン専門学校
- 広島デンタルアカデミー専門学校

- 広島ビューティーアート専門学校
- 広島リゾートアンドスポーツ専門学校
- 広島医療秘書こども専門学校

### 呉市
- 国立病院機構呉医療センター附属呉看護学校
- 呉市医師会看護専門学校
- 国家公務員共済組合連合会呉共済病院看護専門学校

### 三原市
- 三原看護専門学校
- 三原看護高等専修学校 （高等課程のみ）
- 広島聖光学園

### 尾道市
- 日本海洋技術専門学校
- 尾道市医師会看護専門学校
- 広島県厚生連尾道看護専門学校
- ひかり服装専門学校
- 尾道福祉専門学校

### 福山市
- 穴吹ビューティ専門学校
- 専門学校ファッションビジネス・アカデミー福山
- 穴吹情報デザイン専門学校
- 穴吹医療福祉専門学校

- 穴吹調理製菓専門学校
- 福山YMCA国際ビジネス専門学校
- 福山福祉と動物専門学校
- 福山市医師会看護専門学校

- 広島県東部美容専門学校
- 専門学校福山歯科衛生士学校
- 朝日医療専門学校福山校
- 穴吹動物専門学校

### 三次市
- キャピタル国際福祉専門学校

### 大竹市
- すみれ洋裁専門学校

### 東広島市
- 賀茂ドレスメーカー専修学校
- 総合フラワーデザイン専門学校

### 廿日市市
- 広島歯科技術専門学校
- 山陽看護専門学校

### 安芸高田市
- 吉田和裁専門学校

### 安芸郡
- 広島生活福祉専門学校
- 広島福祉専門学校
- 専門学校広島自動車大学校
- 専門学校福祉リソースカレッジ広島
- 広島製菓専門学校